# アリ・サビエ
アリ・サビエ（アラビア語: عليصبيح）は、ジブチのアリ・サビエ州の州都。ジブチで二番目に大きい都市であり、首都ジブチ市から南東へ約75キロ、エチオピアとの国境から北へ10キロの地点の、花崗岩の山々に囲まれた広い盆地に広がっている。

## 歴史
中世には、イファト・スルタン国とアダル・スルタン国によって支配された。古い伝説によると、アリ・サビエの現在の土地は木々で覆われ、ワジが存在したという。当時の遊牧民たちは、ゼイラの街へ向かう途中、水を求めて現在のアリ・サビエに立ち寄っていた。
1896年、フランスは現在のジブチにフランス領ソマリと呼ばれる保護領を設立し、1899年にフランコ・エチオピア鉄道の敷設に際して現在のアリ・サビエを建設した。
1931年以降はディキル地域に属していたが、1939年に独立した地域の首都となった。
第二次世界大戦中にはイタリアとイギリス・フランス間の戦闘が行われた。1942年3月に自由フランスが進軍するまでは、植民地の他地域と同様ヴィシー政権の支配下にあった。
第二次世界大戦後は1952年から1958年までディキル州に属したが、1958年からはアリ・サビエ州に属しており、同州の州都となっている。
1977年から1978年のオガデン戦争の終結後、アリ・サビエではディキルとともに、エチオピアから逃れてきた8,000人のイッサ族のソマリ人を受け入れ、難民キャンプを建設した。

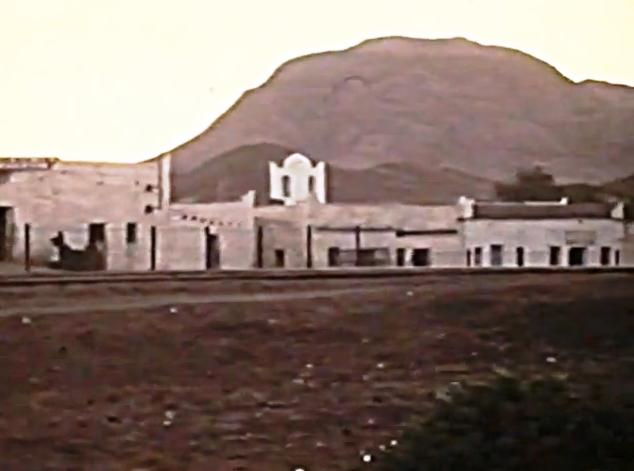
1971年のアリ・サビエ中心部

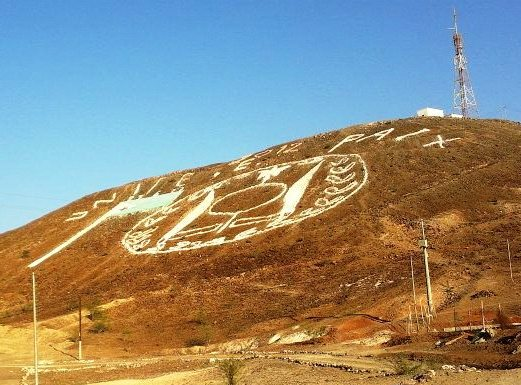
アリ・サビエ山。山肌にジブチの国章が彫られている。

## 人口
2024年国勢調査によると、人口は44,782人。住民はイッサ族のソマリ人が多く、他の民族・氏族を含め、大多数がアフロ・アジア語族の言語を話す。

## 地理
アリ・サビエは、国の南部にある谷に位置しており、山々や丘陵に囲まれている。海抜は756メートルで、高温多湿な沿岸地域に比べて穏やかな気候となっている。市内の集落は不規則に散らばって存在しており、住居はセメント製の平屋建てが一般的である。市の東側にはサバンナが広がっており、セグロジャッカル、ドルカスガゼル、カラカル、ハマドリアヒヒ、鳥類、ネコといった野生動物を見ることができる。

## 交通

### 道路
アリ・サビエに存在する舗装路の多くは、フランス植民地時代に敷設されたものであり、敷設から概ね50年以上が経過している。地方政府は一部の道路の補修工事を行っているが、多くの地域ではまだ補修を待っている状況である。他の都市に行くバスや乗り合いタクシーも存在する。

### 鉄道
植民地時代にジブチ・エチオピア鉄道が開通し、ジブチ市やエチオピアの首都アディスアベバへ向かうための交通手段となっていたが、2008年にアディスアベバ - ディレ・ダワ間が廃止された。その後2016年にアディスアベバ・ジブチ鉄道が新たに開通し、ジブチ・エチオピア鉄道よりも短時間で他都市へ行くことが可能になった。

## 著名な出身者
- アーメド・サラ - マラソン選手